# Фігурне катання на зимових Олімпійських іграх 1992
Змагання з фігурного катання на зимових Олімпійських іграх 1992 тривали з 9 до 21 лютого в Олімпійській  льодовій залі в Альбервілі (Франція).

## Таблиця медалей
| Місце               | Країна              | Золото | Срібло | Бронза | Загалом |
| ------------------- | ------------------- | ------ | ------ | ------ | ------- |
| 1                   | Об'єднана команда   | 3      | 1      | 1      | 5       |
| 2                   | США                 | 1      | 1      | 1      | 3       |
| 3                   | Франція             | 0      | 1      | 0      | 1       |
| 3                   | Японія              | 0      | 1      | 0      | 1       |
| 5                   | Канада              | 0      | 0      | 1      | 1       |
| 5                   | Чехословаччина      | 0      | 0      | 1      | 1       |
| Загалом (6 збірних) | Загалом (6 збірних) | 4      | 4      | 4      | 12      |

## Медалісти
| Дисципліна                  | Золото                                                   | Срібло                                         | Бронза                                           |
| Одиночне катання (чоловіки) | Віктор Петренко · Об'єднана команда                      | Пол Вайлі · США                                | Петр Барна · Чехословаччина                      |
| Одиночне катання (жінки)    | Крісті Ямагучі · США                                     | Мідорі Іто · Японія                            | Ненсі Керріган · США                             |
| Парне Катання               | Об'єднана команда · Наталія Мішкутьонок · Артур Дмитрієв | Об'єднана команда · Олена Бечке · Денис Петров | Канада · Ізабель Брассер · Ллойд Айслер          |
| Танці на льоду              | Об'єднана команда · Марина Климова · Сергій Пономаренко  | Франція · Ізабель Дюшене · Поль Дюшене         | Об'єднана команда · Майя Усова · Олександр Жулін |

## Країни-учасниці
У змаганнях з фігурного катання на Олімпійських іграх в Альбервілі взяли участь спортсмени 29-ти країн.
- Австралія
- Австрія
- Болгарія
- Канада
- Китай
- Китайський Тайбей
- Хорватія
- Чехословаччина
- Данія
- Естонія
- Фінляндія
- Франція
- Німеччина
- Велика Британія
- Угорщина
- Італія
- Японія
- Латвія
- Мексика
- КНДР
- Норвегія
- Польща
- Румунія
- Словенія
- Південна Корея
- Швеція
- Об'єднана команда
- США